# コレンベルク
コレンベルク (Collenberg) はドイツ連邦共和国バイエルン州ミルテンベルク郡に属す町村（以下、本項では便宜上「町」と記述する）。コレンベルクはマイン川沿いの町で、ミルテンベルクから13km、ヴェルトハイムから18km の距離にある。
コレンベルクとフロイデンベルクの間のマイン川は、バイエルン州とバーデン＝ヴュルテンベルク州との州境となっている。

## 地理

### 自治体の構成
この町は、公式には4つの地区 (Ort) からなる。このうち小集落や孤立農場などを除く集落を以下に列記する。
- フェーヒェンバッハ
- キルシュフルト
- ライステンハウゼン

## 歴史
この町はバイエルン州の市町村再編に基づき、1971年にフェーヒェンバッハ、キルシュフルト、ライシュテンハウゼンが合併して成立した。

## 行政
この町の町議会は14議席からなる。

## 経済と社会資本

### 交通
マイン川の対岸を州道L2310号線が走っており、キルシュフルト地区でコレンベルクのハウプトシュトラーセ（本通り）に接続する。ハウプトシュトラーセは、マイン川のコレンベルク側をマインに沿ってハスロッホまで延びている。

## 文化と見所

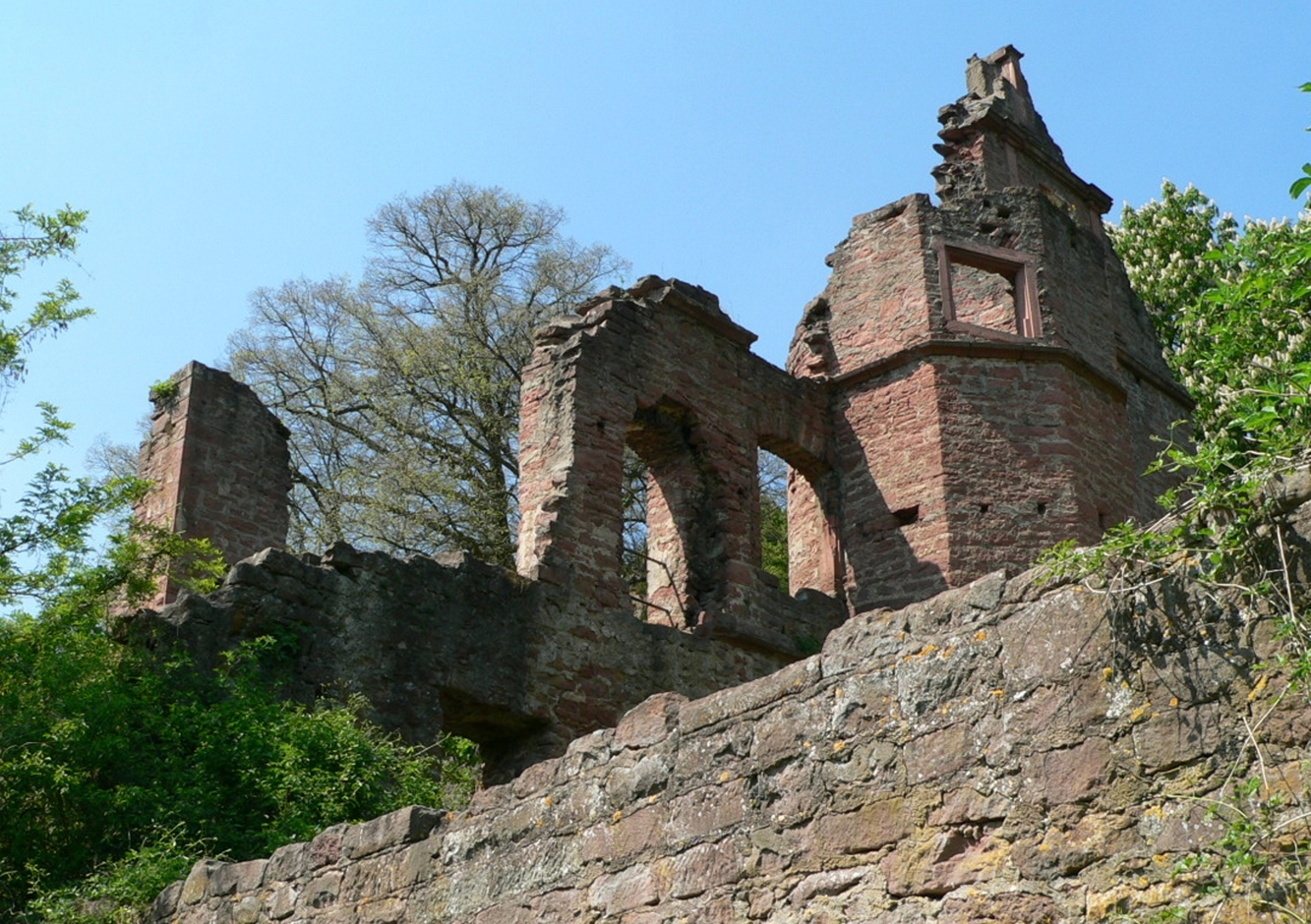
コレンベルク城趾

1250年頃にフェーヒェンバッハの東約1kmにリュット・フォン・コレンベルク家が居を構えた。コレンブルク城は、この一門によって築かれたもので、現在は城趾が遺されている。

### 建築

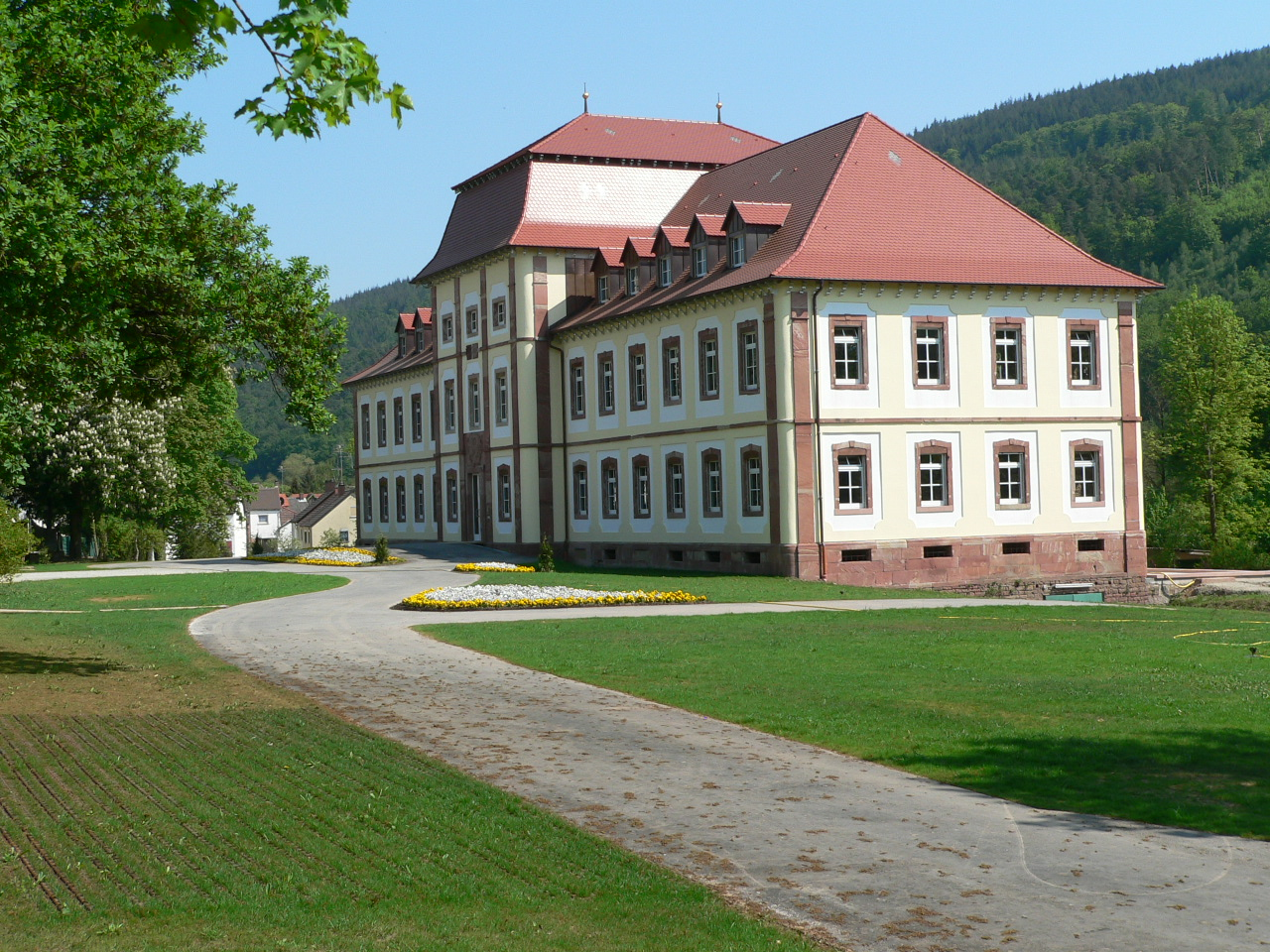
フェーヒェンバッハ城

- コレンブルク城は1250年頃にリュット・フォン・コレンベルク家によって築かれた。
- フェーヒェンバッハ城は1750年にライガースベルク伯によって建設された。
- フェーヒェンバッハのかつてのシナゴーグは、1938年の迫害運動によって破壊された[3]。

### 郷土料理
- ヒンメルとエルデ（ヒンメルはリンゴ粥、エルデはマッシュポテト）、血とレバーの焼きソーセージ。さらに焙ったタマネギを添える。
- エプフェルヴァイ（自家製のリンゴ酒）。色と風味を付けるためにしばしば搾ったマルメロの実が加えられる。アップルワインの歌が創られている。

## 引用
1. ↑  https://www.statistikdaten.bayern.de/genesis/online?operation=result&code=12411-003r&leerzeilen=false&language=de Genesis-Online-Datenbank des Bayerischen Landesamtes für Statistik Tabelle 12411-003r Fortschreibung des Bevölkerungsstandes: Gemeinden, Stichtag (Einwohnerzahlen auf Grundlage des Zensus 2011)
2. ↑  Bayerische Landesbibliothek Online
3. ↑  Gedenkstätten für die Opfer des Nationalsozialismus. Eine Dokumentation, Band 1. Bundeszentrale für politische Bildung, Bonn 1995, ISBN 3-89331-208-0, S. 121